# Puits de Saint-Léger-sous-Beuvray
Le puits de Saint-Léger-sous-Beuvray est un puits situé sur le territoire de la commune de Saint-Léger-sous-Beuvray dans le département français de Saône-et-Loire et la région Bourgogne-Franche-Comté.

## Historique
Il fait l'objet d'une inscription au titre des monuments historiques depuis le 13 mars 1950.